# Spišské Bystré
Spišské Bystré, do roku 1948 Kubachy (maďarsky Kubach nebo Hernádfalu) je obec na Slovensku v okrese Poprad. Žije zde přibližně 2 500 obyvatel. První písemná zmínka o obci pochází z roku 1294. V katastrálním území obce je národní přírodní rezervace Hranovnická dubina.